# Giovanni Conti da Anagni
Giovanni Conti da Anagni (zm. 1196) – włoski kardynał.

## Życiorys
Pochodził z Anagni. Nominację kardynalską otrzymał od papieża Hadriana IV prawdopodobnie pod koniec jego pontyfikatu, gdyż po raz pierwszy występuje jako kardynał wśród uczestników papieskiej elekcji we wrześniu 1159, która zakończyła się podwójnym wyborem Aleksandra III i antypapieża Wiktora IV. Giovanni udzielił poparcia temu pierwszemu i w następnych latach służył jako jego legat w Lombardii (1160), na Węgrzech (1163/64), Niemczech (1183 i 1186/7) oraz we Francji i Anglii (1189). Podpisywał bulle papieskie między 21 grudnia 1160 a 22 marca 1196. Latem 1190 roku został biskupem Palestriny.